# Бофор (Север)
Бофор (фр. Beaufort) насеље је и општина у североисточној Француској у региону Север-Па д Кале, у департману Север која припада префектури Авне сир Елп.
По подацима из 2011. године у општини је живело 963 становника, а густина насељености је износила 75,47 становника/km². Општина се простире на површини од 12,76 km². Налази се на средњој надморској висини од 168 метара (максималној 207 m, а минималној 154 m).

## Демографија
| 1962. | 1968. | 1975. | 1982. | 1990. | 1999. | 2011. |
| ----- | ----- | ----- | ----- | ----- | ----- | ----- |
| 1.061 | 1.067 | 1.010 | 1.011 | 1.100 | 1.012 | 963   |

График промене броја становника у току последњих година